# HomeKit
HomeKit — програмна платформа від Apple, доступна в iOS/iPadOS, яка дозволяє користувачам налаштовувати, взаємодіяти та керувати приладами розумного дому за допомогою пристроїв Apple. Вона надає користувачам можливість автоматично виявляти такі пристрої та налаштовувати їх. Проєктуючи кімнати, предмети та дії в службі HomeKit, користувачі можуть увімкнути автоматичні дії в будинку за допомогою простої голосової команди Siri або через програму «Дім». За допомогою HomeKit розробники можуть створювати складні програми, щоб керувати приладами на високому рівні. HomeKit — це просто протокол зв'язку, який об'єднує та керує кількома типами приладів у домі.

## Огляд
HomeKit було створений з кількох причин. Основна причина полягала в тому, щоб полегшити домашні справи. Платформа була створена, щоб надати людям методи та різні інструменти, щоб змінити та адаптувати певні домашні можливості до їхніх конкретних бажань. Це було зроблено, щоб задовольнити поточний запит на спільне оцінювання взаємодії користувача та системи. HomeKit керує підключеною побутовою технікою за допомогою протоколу HomeKit Accessory Protocol (HAP). Повідомлення з HomeKit безперервно надсилаються з пристроїв, які підключені до живлення та до HomeKit. Вони містять поля, які розпізнають конкретний аксесуар і до якої категорії він відноситься. Кожна категорія також має код, який використовується для ідентифікації пристрою. Він також ідентифікується за Global State Number (GSN). Це число збільшується щоразу, коли змінюється стан аксесуара. Як і у більшості пристроїв Apple, використовуються протоколи Apple Continuity Protocol. Протоколи безперервності складаються з бездротових технологій, таких як Bluetooth/BLE і WiFi. Вони можуть працювати через підключення пристрою до пристрою. HomeKit використовує протоколи Bluetooth і Wi-Fi. На HomePod і деяких Apple TV, також використовується мережевий протокол Thread для підключення та зв'язку з пристроями. Виробники пристроїв з підтримкою HomeKit повинні зареєструватися в MFi Program, і спочатку всі продукти з підтримкою HomeKit мали мати співпроцесор шифрування. Остання вимога пізніше була прибрана з виходом операційної системи iOS 11, яка додала підтримку програмної аутентифікації. Пристрої, виготовлені без підтримки HomeKit, можна ввімкнути для використання через продукт «шлюз» — міст, який з'єднує ці пристрої зі службою HomeKit.
HomeKit головно конкурує зі стандартами розумного дому від Amazon і Google. Станом на жовтень 2019 року Apple нараховувала 450 приладів, сумісних із HomeKit, порівняно з 10 000 для Google і 85 000 для Amazon.

### Категорії приладів
Наразі HomeKit підтримує такі категорії приладів (розширений список):
- Кондиціонери повітря
- Очищувачі повітря
- Мости[en]
- Камери
- Дверні дзвінки
- Осушувачі повітря
- Двері
- Вентилятори
- Змішувачі
- Відкривачі гаражних воріт
- Зволожувачі повітря
- IP камери
- Освітлення
- Замки
- Розетки
- Програмовані перемикачі
- Аудіо/відео приймачі
- Розширювачі діапазону
- Маршрутизатори
- Системи безпеки
- Детектори
- Душові системи
- Сигналізатори диму
- Динаміки
- Спринклери
- Перемикачі
- Термостати
- Телевізори
- Відео дверні дзвіноки
- Вікна

Гаражні двері, замки, системи безпеки та вікна відносяться до категорії безпечних пристроїв, і для керування їм потрібен пристрій із автентифікацією, наприклад iPhone або iPad.

### Домашній хаб
iPad, HomePod, а також Apple TV четвертого та новішого покоління можна використовувати як домашній хаб для віддаленого керування приладами HomeKit, надання доступу гостю та налаштування автоматизації. Apple TV третього покоління підтримує обмежені функції.

## Програма «Дім»

### Версії дляiOS, iPadOS та watchOS
HomeKit було офіційно випущено 17 вересня 2014 року разом з iOS 8. Фреймворк дозволяв стороннім програмам взаємодіяти з пристроями HomeKit за допомогою Siri і дозволяти віддалений доступ через домашні хаби.
Програма «Дім», представлена 13 червня 2016 року, яка об'єднує всі пристрої в одну програму, був випущена 13 вересня 2016 року разом з iOS 10 і watchOS 3. Вона додала підтримку автоматизації з використанням домашнього хаба та попередньо запрограмовані «Сцени», які можуть встановлювати кілька пристроїв за допомогою однієї команди.

### Версія для macOS
Програма «Дім» була додана до комп'ютерів Mac із виходом операційної системи macOS 10.14 Mojave, що була випущена 24 вересня 2018 року.

### HomePod та Apple TV
Apple TV четвертого покоління або пізніших моделей може керувати пристроями HomeKit за допомогою голосових команд Siri. tvOS 14, що була випущена 16 вересня 2020 року разом з iOS 14, iPadOS 14 і watchOS 7, додала пряме керування пристроями HomeKit у Центрі керування та каналами камер, а також моніторингом «картинка в картинці» для камер спостереження з підтримкою HomeKit.
HomePod не має графічного інтерфейсу користувача для керування пристроями HomeKit, а замість цього використовує голосові команди Siri. Ні HomePod, ні Apple TV не можуть керувати захищеними пристроями.